# Erbspüree

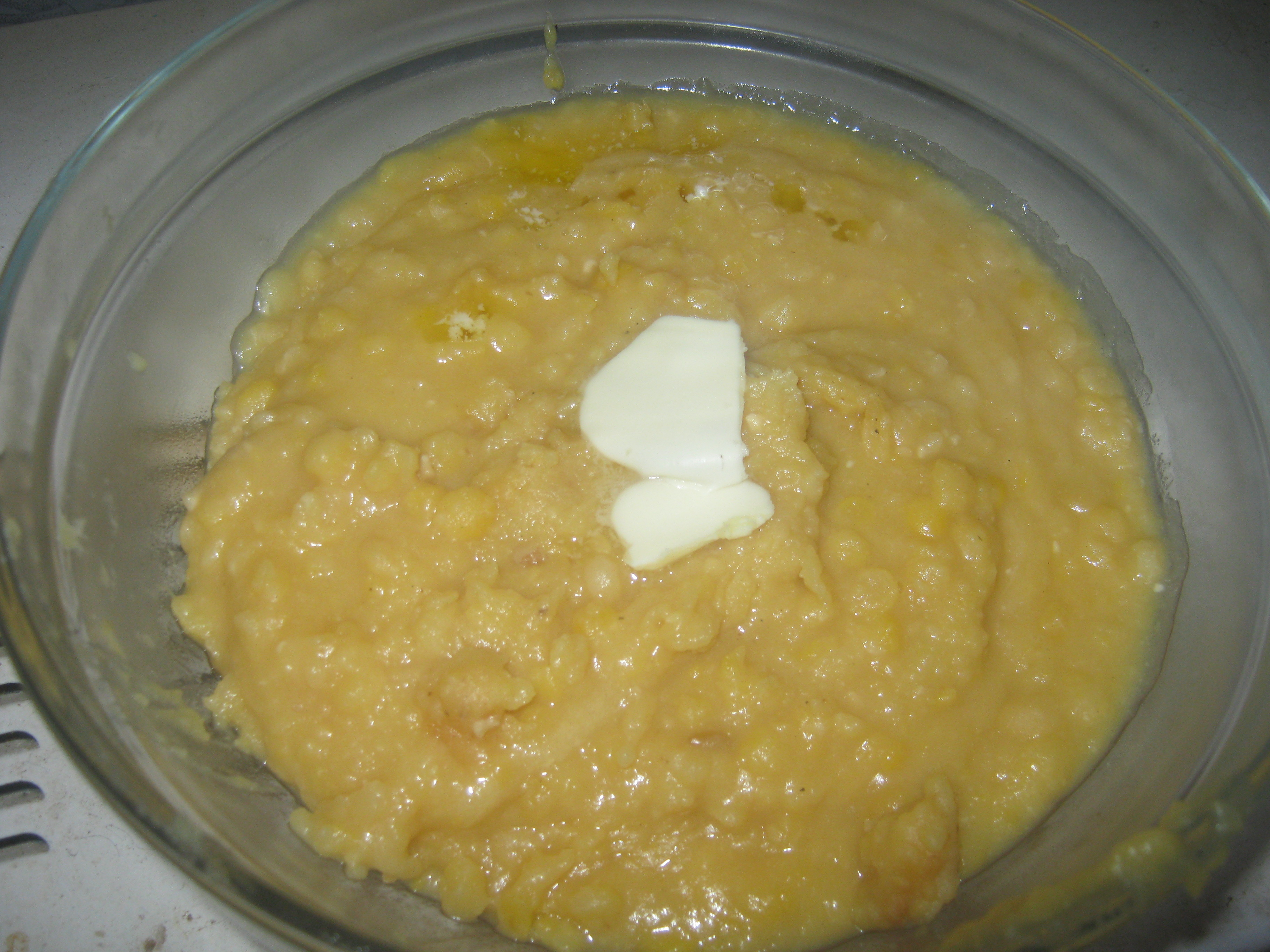
Erbspüree mit einem Stück Butter

Erbspüree, Erbsbrei oder Erbsmus ist ein Püree aus gekochten gelben Trockenerbsen (Schälerbsen), das als Beilage zu meist deftigen Gerichten serviert wird. Es ist besonders in der Berliner Küche bekannt, aber auch im Hunsrück, in Österreich, in Russland, in Teilen Englands und Kanadas, sowie in anderen Regionen der Welt.

## Zubereitung und Variationen
Zur Zubereitung werden die Erbsen zuerst mehrere Stunden in ungesalzenem Wasser eingeweicht (falls sie nicht geschält sind), dann im Einweichwasser gegart, durch ein Sieb gestrichen und erst zum Schluss gesalzen. Es kann mit etwas Butter verfeinert werden.
Berliner Erbspüree wird mit Majoran gewürzt, kann zusätzlich geriebene Kartoffeln enthalten und wird traditionell mit Röstzwiebeln und ausgebratenem Speck zu gekochtem Eisbein mit Sauerkraut serviert. Üblich ist es auch, den Erbsen etwas von der Kochbrühe des Eisbeins zuzugeben.
Im Hunsrück wird Erbspüree nur gesalzen, eine Ergänzung mit Röstzwiebeln und Speck ist möglich. Es ist traditioneller Bestandteil des Hunsrücker Kirmes- und Festessens Kappes un Erwes („Kraut und Erbsen“) – Sauerkraut und Erbspüree mit Kasseler, früher mit beliebigem Schweine- oder Rindfleisch.
Österreichisches Erbspüree wird vor dem Passieren mit Mehlschwitze gebunden. Es wird mit Röstzwiebeln serviert.
Für englisches Erbspüree werden dem Kochwasser Zwiebeln, Gewürznelken, Lorbeer und Kräuter zugegeben und es wird nach dem Passieren mit Butter und geschlagenem Ei vollendet.
Traditionelle russische Küche kennt mehrere Gerichte aus Erbsen, darunter Erbsenpüree „gorochowaja kascha“ (russisch гороховая каша) oder „Goroschniza“ (russisch горошница).
Als Instantprodukt ist Erbspüree vor allem in Ostdeutschland erhältlich, meist mit einem Anteil Kartoffeln. Es wird wie Instant-Kartoffelpüree zubereitet. Ein weiteres Instantprodukt war die 1876 erfundene Erbswurst, deren Produktion mangels Nachfrage 2018 eingestellt wurde.

## Rezeption
Eine historische Begebenheit der „Erbsbrei-Experimente“ des Gießener Wissenschaftlers Justus von Liebig von 1833 wurde in das Dramenfragment Woyzeck durch Georg Büchner eingearbeitet, der an ihnen als Berichterstatter teilgenommen hatte. Um herauszufinden, ob man Militär und Proletariat nicht mit eiweißreichen Hülsenfrüchten günstiger verköstigen könne, anstatt auf tierische Produkte zuzugreifen, mussten Soldaten bei diesen Menschenversuchen drei Monate lang ausschließlich Erbsbrei ohne jede weitere Zutat verzehren. Die Probanden litten bald unter Halluzinationen, verloren die Kontrolle über ihre Muskeln einschließlich des Schließmuskels und des Harndrangs. Die neurologischen Krankheitssymptome, die Woyzeck beim einseitigen Erbsenessen entwickelte, sind dabei tatsächlich die Folgen einer Vergiftung mit einem Übermaß an nichtproteinogenen Aminosäuren.